# Tadeusz Lisicki
Tadeusz Lisicki (ur. 20 czerwca 1910 w okolicach Inowrocławia, zm. 30 lipca 1991 w Eastbourne, Wielka Brytania) – generał brygady, oficer dyplomowany, doktor nauk technicznych, inżynier, dowódca kompanii radiowywiadu odpowiedzialny m.in. za rozszyfrowywanie niemieckich szyfrów: kluczy ręcznych i maszynowych, szef Wydziału Łączności Oddziału VI (Specjalnego), dowódca Batalionu Łączności Sztabu Naczelnego Wodza, zaangażowany w rozpracowanie niemieckiej maszyny szyfrującej "Enigma". Po wojnie szef osobistego sztabu gen. Władysława Andersa.

## Życiorys
Urodził się w średnio zamożnej rodzinie ziemiańskiej. W 1932 ukończył z drugą lokatą Szkołę Podchorążych Inżynierii w Warszawie, skierowany do służby w Pułku Radiotelegraficznym. W 1937 jako zawodowy oficer łączności ukończył studia na Politechnice Warszawskiej, uzyskując tytuł inżyniera. W latach 1937–1939 szef Wydziału Radiotechniki Wojskowej w Państwowym Instytucie Telekomunikacyjnym w Warszawie
Na wystawie handlowej w Lipsku (Niemcy) zauważył wystawiony wczesny typ niemieckiej maszyny szyfrującej "Enigma", doprowadził do jej zakupu przez Oddział II oraz do rozpoczęcia prac przez Biuro Szyfrów nad rozszyfrowywaniem niemieckich szyfrów: kluczy ręcznych i maszynowych. Wiosną 1940 w Głównym Urzędzie Bezpieczeństwa Rzeszy (RSHA) opracowano „Sonderfahndungliste GB” (specjalny list gończy), znany jako "Czarna lista Hitlera", zawierający nazwiska i dane osobowe 2820 osób, które po inwazji na Wielką Brytanię miały zostać wytropione i aresztowane przez jednostki specjalne SS. Nazwisko oraz dane Tadeusza Lisickiego zostały tam wpisane pod numerem L101.
W kampanii wrześniowej 1939 zastępca dowódcy Oddziału Specjalnego Wojsk Łączności, później we Francji, mianowany dowódcą kompanii radiowej 1 Dywizji Grenadierów, uczestniczył w kampanii francuskiej. Po raz drugi uniknął niewoli niemieckiej, przez Gibraltar dotarł do Wielkiej Brytanii. Po ewakuacji do Wielkiej Brytanii od 2 stycznia 1941 do 31 maja 1941 uczestnik kursu Wyższej Szkoły Wojennej (I kurs na obczyźnie) w Londynie, po jego ukończeniu mianowany oficerem dyplomowanym. Podczas kursu zaprzyjaźnił się z późniejszym cichociemnym por. Teodorem Cetysem.
Od 1942 szef Wydziału Łączności w Oddziale VI (Specjalnym) Sztabu Naczelnego Wodza. W grudniu 1942 jako doradca gen. Wladysława Sikorskiego wysłany do USA (Chicago, Waszyngton, Nowy Jork) w celu zakupu sprzętu radiowego do łączności z okupowaną Polską, m.in. nadajnikow o mocy od 400 do 3000 watów oraz odbiorników firm Halocrafter, T.C.A. i in. Po powrocie, od 13 maja 1943 mianowany dowódcą Oddziału Radio Sztabu NW w Dover House w Stanmore pod Londynem, 25 sierpnia 1944 przekształconego w Batalion Łączności Sztabu NW. Zadaniem Oddziału Radio było utrzymywanie łączności radiowej Sztabu Naczelnego Wodza oraz instytucji centralnych ze wszystkimi jednostkami wojskowymi Polskich Sił Zbrojnych, w szczególności obsługa niezależnych grup sieci radiowych: Oddziału Specjalnego oraz Oddziału II (wywiad) a także radiowywiad. Do jego zadań należało także szkolenie specjalistów łączności na potrzeby własne oraz innych jednostek PSZ.
W skład Oddziału Radio wchodziła m.in. Kompania Radiowywiadu w Boxmoor pod Londynem, w której służyli matematycy: Marian Rejewski, Henryk Zygalski, rozpracowujący niemiecką "Enigmę".Kompania współpracowała z ośrodkiem kryptologicznym w Bletchley Park, brytyjskiej Rządowej Szkoły Kodów i Szyfrów (Government Code and Cypher School), później znanej jako Rządowa Centrala Łączności (Government Communications Headquarters). Ponadto w skład Oddziału wchodziła także Kompania Radiotelegraficzna, obługująca wszystkie oddziały Sztabu Naczelnego Wodza, w szczególności Oddział II (wywiad) oraz Oddział VI (Specjalny, zwany także Krajowym) Ogółem w batalionie służyło ok. 370 łącznościowców, utrzymujących łączność (lato 1944) z 95 radiostacjami, w tym z 60 Armii Krajowej, zlokalizowanymi w okupowanej Polsce. Batalion rozformowano 20 stycznia 1948.
Po wojnie szef osobistego sztabu gen. Władysława Andersa. Po demobilizacji uzyskał stopień doktora nauk technicznych. Współzałożyciel wielu polskich organizacji zawodowych i społecznych, członek zarządu i wieloletni prezes Związku Łącznościowców. Prowadził firmy elektroniczne, m.in. Leron Electronics Ltd., Avinage Ltd. Autor licznych odczytów oraz publikacji, m.in. nt. Enigmy. Działał w Polskim Ruchu Wolnościowym "Niepodległość i Demokracja". Członek ekskluzywnego klubu dżentelmenów Savile Club w Mayfair (Londyn, Wielka Brytania). 11 listopada 1990 awansowany na stopień generała brygady przez prezydenta RP Ryszarda Kaczorowskiego.
Zmarł nagle 30 lipca 1991. 25 listopada 1991 urna z jego prochami została złożona w grobowcu rodzinnym na warszawskich Powązkach.

## Ordery i odznaczenia
- Order Odrodzenia Polski
- Krzyż Walecznych
- Złoty Krzyż Zasługi
- francuski Krzyż Wojenny
- Order Imperium Brytyjskiego